# Lijst van voetbalinterlands Nicaragua - Turks- en Caicoseilanden
Deze lijst van voetbalinterlands is een overzicht van alle officiële voetbalwedstrijden tussen de nationale elftallen van Nicaragua en de Turks- en Caicoseilanden. De landen hebben tot op heden een keer tegen elkaar gespeeld. Dat was een kwalificatiewedstrijd voor het Wereldkampioenschap voetbal 2022, op 27 maart 2021 in San Cristóbal (Dominicaanse Republiek).

## Wedstrijden
| № | Plaats        | Datum         | Competitie           | Wedstrijd                        | Uitslag |
| - | ------------- | ------------- | -------------------- | -------------------------------- | ------- |
| 1 | San Cristóbal | 27 maart 2021 | WK 2022 kwalificatie | Turks- en Caicoseil. − Nicaragua | 0 – 7   |

## Samenvatting
| Competitie      | Totaal gespeeld | Winst Nicaragua | Gelijk | Winst Turks- en Caicoseil. | Doelsaldo Nicaragua – Turks- en Caicoseil. |
| --------------- | --------------- | --------------- | ------ | -------------------------- | ------------------------------------------ |
| WK-kwalificatie | 1               | 1               | 0      | 0                          | 7 − 0                                      |
| Totaal          | 1               | 1               | 0      | 0                          | 7 − 0                                      |

FNF · 
A-internationals · 
Nicaraguaans vrouwenelftal
Anguilla ·
Argentinië ·
Bahama's ·
Barbados ·
Belize ·
Bermuda ·
Bolivia ·
Colombia ·
Costa Rica ·
Cuba ·
Curaçao ·
Dominica ·
Dominicaanse Republiek ·
El Salvador ·
Ghana ·
Guatemala ·
Haïti ·
Honduras ·
Iran ·
Jamaica ·
Kaaimaneilanden ·
Mexico ·
Montserrat ·
Nederlandse Antillen ·
Panama ·
Paraguay ·
Peru ·
Puerto Rico ·
Saint Kitts en Nevis ·
Saint Vincent en de Grenadines ·
Suriname ·
Trinidad en Tobago ·
Turks- en Caicoseilanden ·
Uruguay ·
Venezuela ·
Verenigde Staten
TCIFA · 
A-internationals · 
Vrouwenelftal van de Turks- en Caicoseilanden
1990 – 1999 · 
2000 – 2009 · 
2010 – 2019 ·
2020 − 2029
1999 · 
2000 · 
2001 · 
2002 · 
2003 · 
2004 · 
2005 · 
2006 · 
2007 · 
2008 · 
2009 · 
2010 · 
2011 · 
2014 ·
2018 ·
2019 ·
2020 ·
2021 ·
2022 ·
2023 ·
2024
Amerikaanse Maagdeneilanden ·
Anguilla ·
Aruba ·
Bahama's ·
Belize ·
Britse Maagdeneilanden ·
Cuba ·
Dominica ·
Dominicaanse Republiek ·
Guyana ·
Haïti ·
Kaaimaneilanden ·
Nicaragua ·
Saint Kitts en Nevis ·
Saint Lucia ·
Saint Vincent en de Grenadines